# Max Löbner (Musiker)
Max Löbner (* 1999) ist ein deutscher Jazzmusiker (Gitarre, Komposition).

## Leben und Wirken
Löbner, der in Trossingen in einem musikalischen Umfeld aufwuchs, spielte in der Bigband des Trossinger Gymnasiums. Bis 2022 absolvierte er ein Bachelorstudium E-Gitarre bei Frank Möbus sowie Kalle Kalima in Weimar und Luzern. Danach studierte er im Jazz-Master an der Hochschule für Musik und Theater Leipzig bei Werner Neumann. Zwischen 2020 und 2022 gehörte er zum Bujazzo und trat auch mit Musikern der WDR Big Band auf.
Mit seinem Quartett KLSD, zu dem Fridolin Krön als zweiter Gitarrist sowie der Saxophonist Julian Drach und der Schlagzeuger 
Edoardo Sonnenschein gehören, spielte er das Album KLSD 1 ein, das er 2025 veröffentlichte. Zwischen Jazz, Rock und Improvisationsmusik bewegt er sich im Trio Cluster Movement, das er mit Vincent Rigling und Jan Kurmann in der Schweiz bildete. Weiterhin tritt er in den Formationen Fat Manners und Heiner Müllers Statikthese sowie in verschiedenen Projekten mit Michael Wollny auf. Zudem ist er als Gitarrenlehrer tätig.

## Preise und Auszeichnungen
Löbner wurde mit seiner Band KLSD 2024 mit dem Mitteldeutschen Jazzpreis ausgezeichnet. Im selben Jahr erhielt er auch den Jazznachwuchspreis der Stadt Leipzig, der von der Marion Ermer Stiftung vergeben wird.